# Balonismo

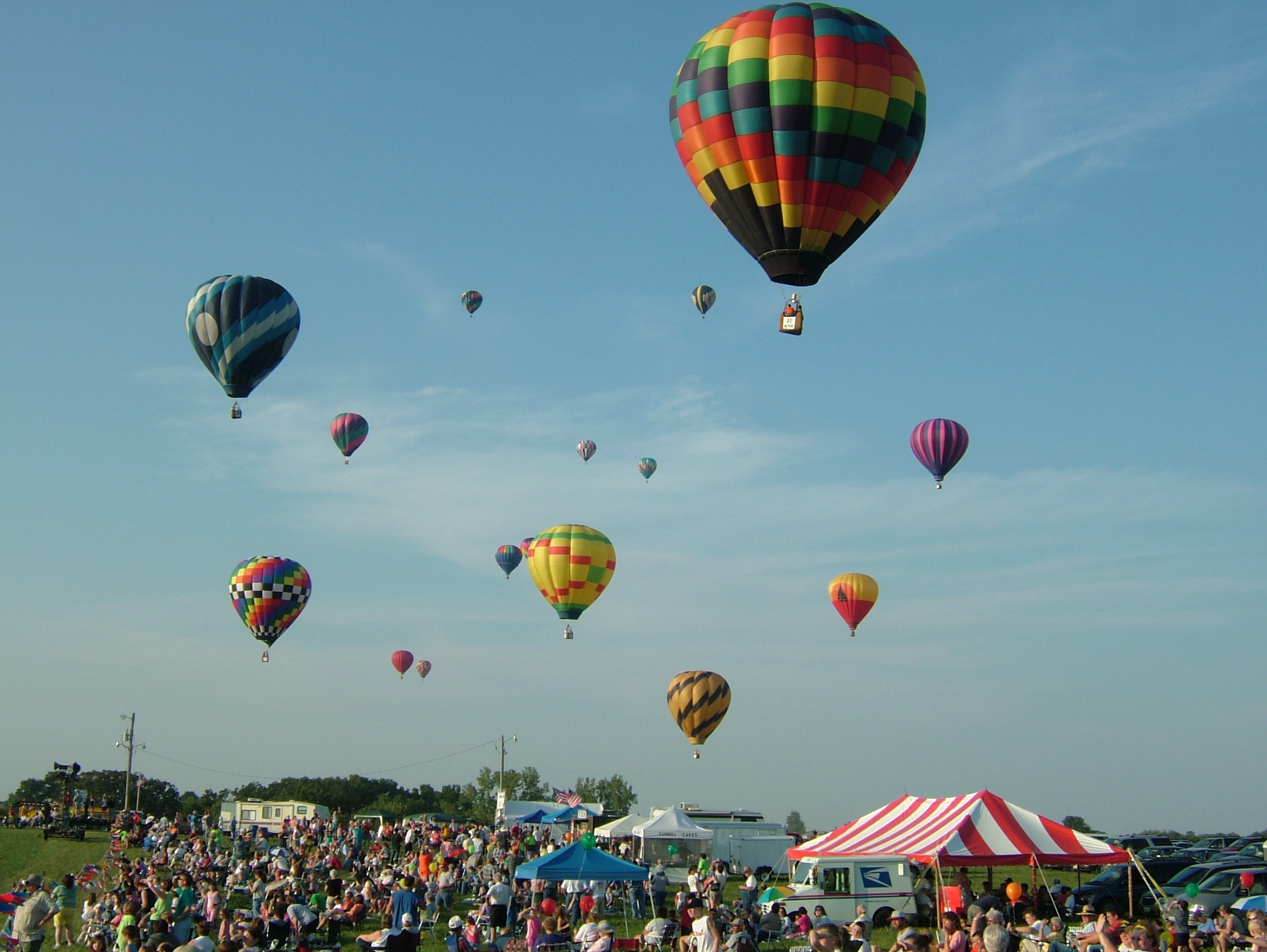
Um festival de balões de ar quente.

O balonismo é um desporto aeronáutico praticado com um balão de ar quente. Possui adeptos em todo o mundo.

## Competições
Os campeonatos de balonismo são elaborados de forma bastante criteriosa e as "performances" levam em consideração a precisão dos pilotos em voo. Alvos são distribuídos numa cidade ou região, e um diretor técnico determina quais alvos devem ser percorridos de acordo com as condições climáticas momentos antes de cada prova. Os vencedores são aqueles que ao final de cada prova obtém os melhores resultados. O campeão é determinado pela pontuação acumulada ao final de cada Campeonato.

### Segurança
O balonismo é reconhecido pela FAI (Federation Aeronautique Internacionale) como o desporto aéreo mais seguro, com índices de acidentes próximo à zero. No Brasil costuma-se confundir ainda hoje a atividade balonismo (que é regulamentada e legal) com a soltura de balões de papel (baloeiros); que é proibida pelas leis brasileiras.

## Tipos de Voo

### Voo Livre
No voo livre, o balão faz um voo e leva os passageiros no cesto, eventualmente  consegue até regressar para o mesmo local que decolou, e uma equipe de apoio sempre faz o resgate do balão com os passageiros

### Voo Cativo
No voo cativo o balão fica amarrado por cordas e sobe a varios metros de altura, em qualquer local de área aberta, ascendendo e descendo

## Tipos de balões
O balonismo se divide em três categorias principais:

### Balões de hélio tripulados

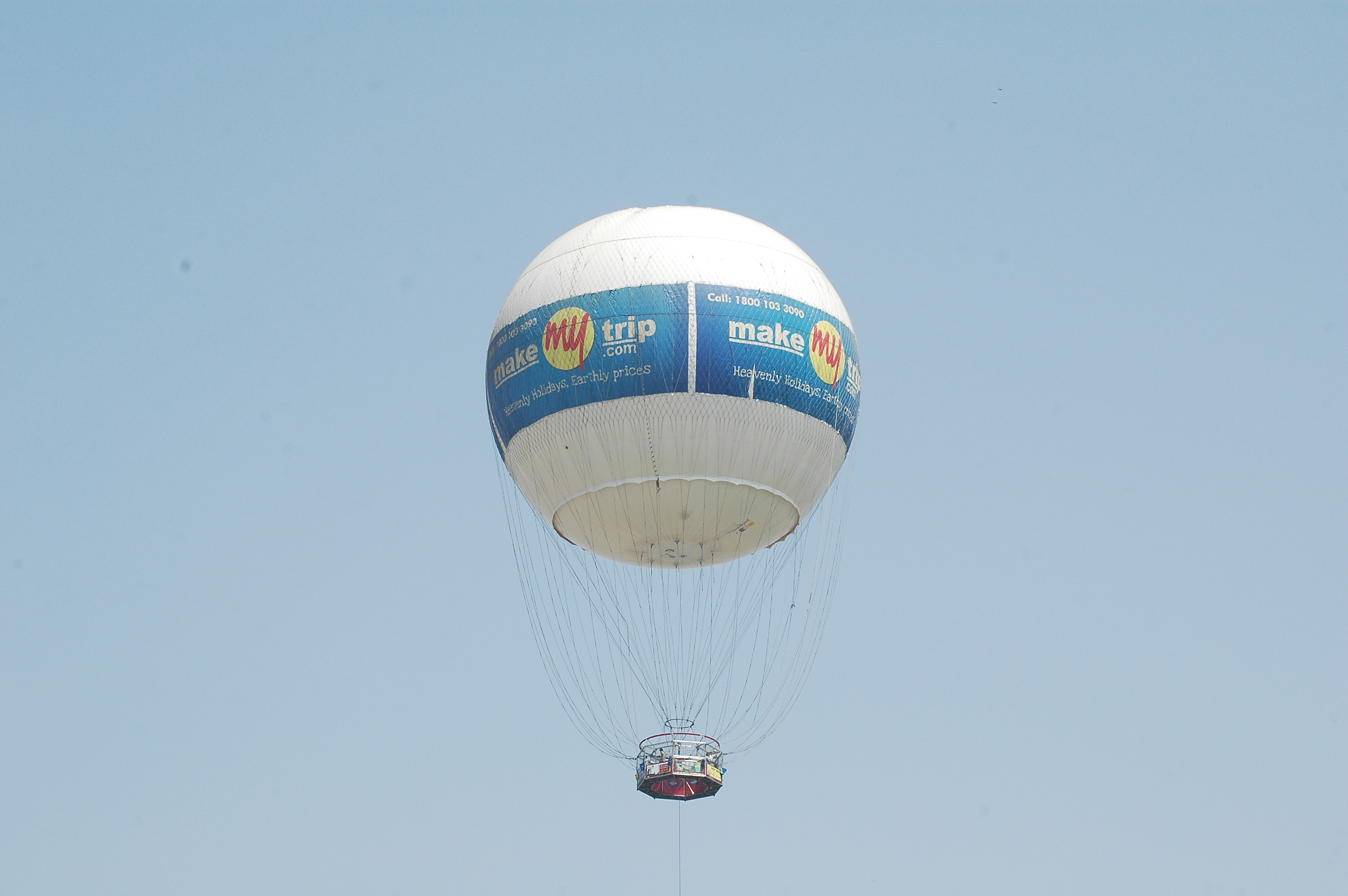
Balão de Hélio em Ahmedabad, Índia

São bastante raros hoje em dia devido aos seus custos elevados. São balões "fechados" onde a ascensão se dá pelo enchimento de gás hélio. Sendo este gás mais leve que o ar atmosférico, o balão eleva-se a grandes altitudes, e por isso se torna capaz de viajar por longas distâncias.
As únicas competições existentes no mundo para este tipo de balão, são as à distância. Nestas competições as equipes voam por dias ininterruptamente, onde a equipe vencedora é aquela que consegue levar seu balão o mais distante possível em relação ao ponto de partida.
Também devido ao alto custo estas competições são mais raras do que as das outras categorias.

### Balões de ar quente tripulados

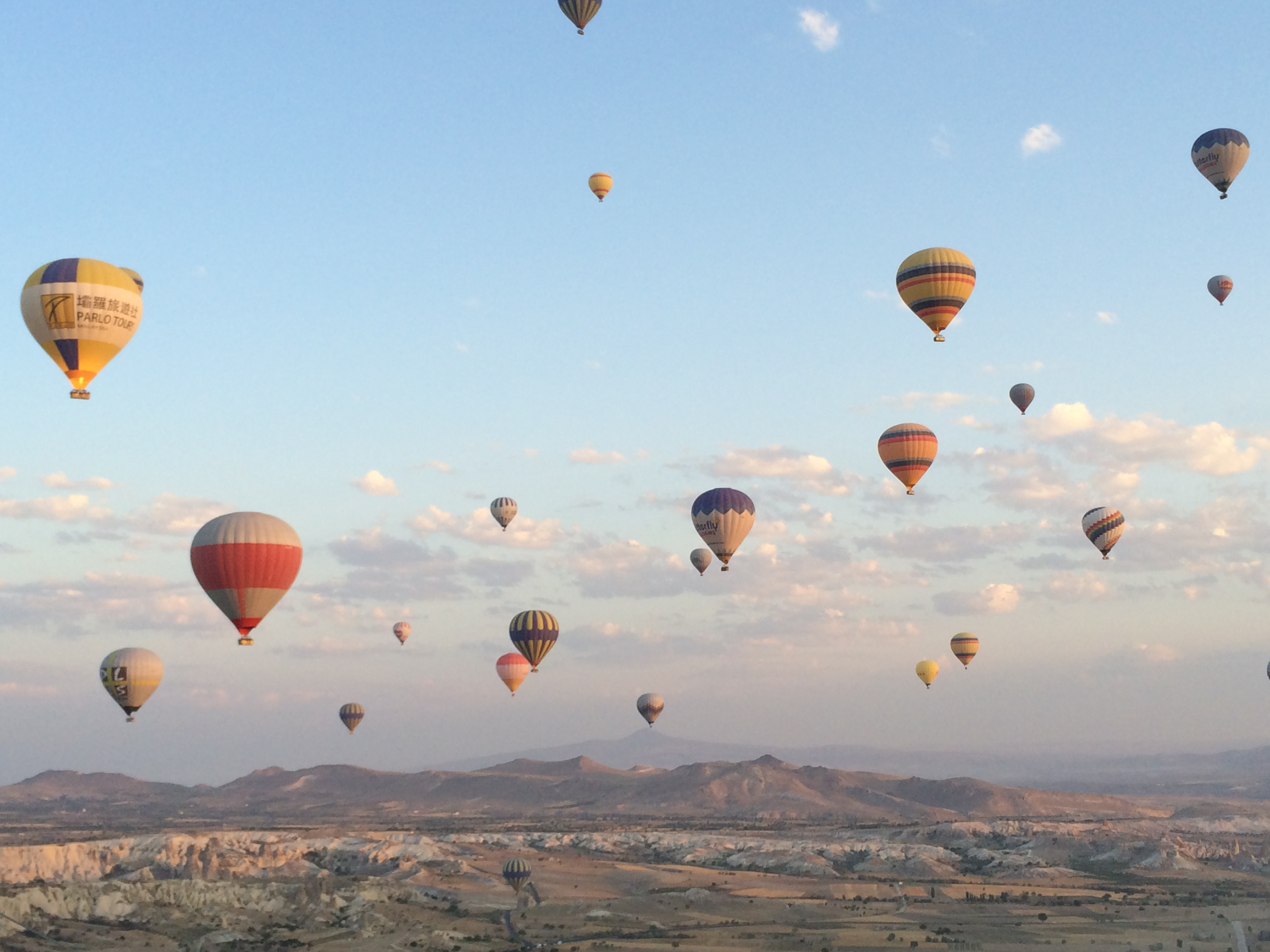
Balões de ar quente tripulados colorem o céu de Capadócia, na Turquia

São estes os mais comuns e com maiores adeptos no mundo. A ascensão do balão se dá pelo aquecimento do ar atmosférico, que ficando menos denso eleva o balão. O combustível normalmente utilizado é o gás propano C3H8. A carga que um balão de ar quente pode elevar, depende exclusivamente do tamanho de seu envelope (balão). Um balão considerado "normal" tem em média de 2.000m3 à 3.000m3 de volume interno e pode levar entre 2 e 5 pessoas. Existem ainda os balões considerados "turísticos" que tem de 5.000m3 à 24.000m3 e podem levar de 6 até 35 passageiros por voo. Os locais mais famosos para este tipo de passeio turístico são a Capadócia (Turquia); Ródano (França), Napa Valley (EUA).
Esta atividade no Brasil ainda é pouco explorada, mas existem voos nas cidades de Boituva, Piracicaba, Ribeirão Preto, Rio Claro, São Carlos e Sorocaba (SP), Campo Largo (PR), São Lourenço (MG), Torres(RS), Canela (RS) e na Chapada dos Veadeiros, mais especificamente em Alto Paraíso de Goiás (GO).

### Balões de ar quente tipospecial shape

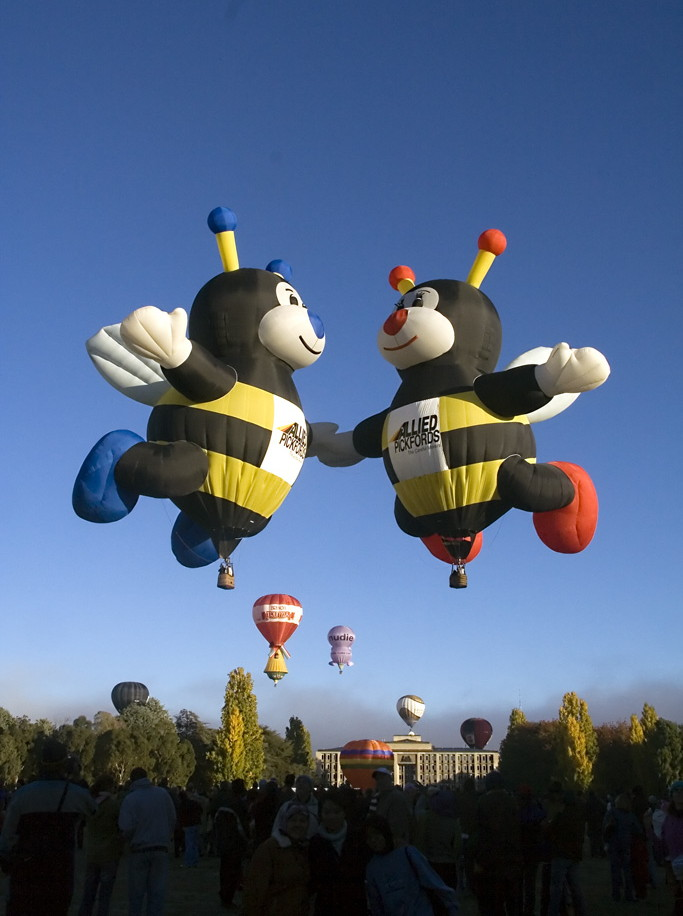
Balões de ar quente tipo special shape em formato de abelhas

Os equipamentos são similares aos utilizados nos balões normais porém seus envelopes tem formas variadas. As formas podem ser de animais, embalagens de produtos, personagem e o que mais a imaginação dos pilotos permitir. São balões de construção extremamente complexa, seu peso pode variar entre duas a dez vezes o peso de um envelope normal. Sua pilotagem também exige grande perícia e são poucos pilotos no mundo que conduzem este tipo de balão.
O Brasil vem se destacando internacionalmente com a construção de balões Special Shapes, sendo hoje o segundo país no mundo na quantidade de balões deste tipo fabricados. Muitos "shapes" famosos em eventos internacionais são fabricados no Brasil.
Em 2003 no AIBF Albuquerque International Balloon Fiesta (o maior evento de balão do mundo com a presença de 900 balões entre normais e shapes) 02 pilotos brasileiros (Eduardo de Melo e Mauro Chemin) ganharam o prémio de melhor shape do evento por voto popular, com 2 balões no formato de abelhas que decolavam de mãos dadas. Este feito jamais tinha sido alcançado por uma equipe brasileira antes.
Este mesmo balão participou também do evento Canberra Ballon Fiesta em 2006, atraindo grande atenção dos espectadores.

## Principais provas de balonismo

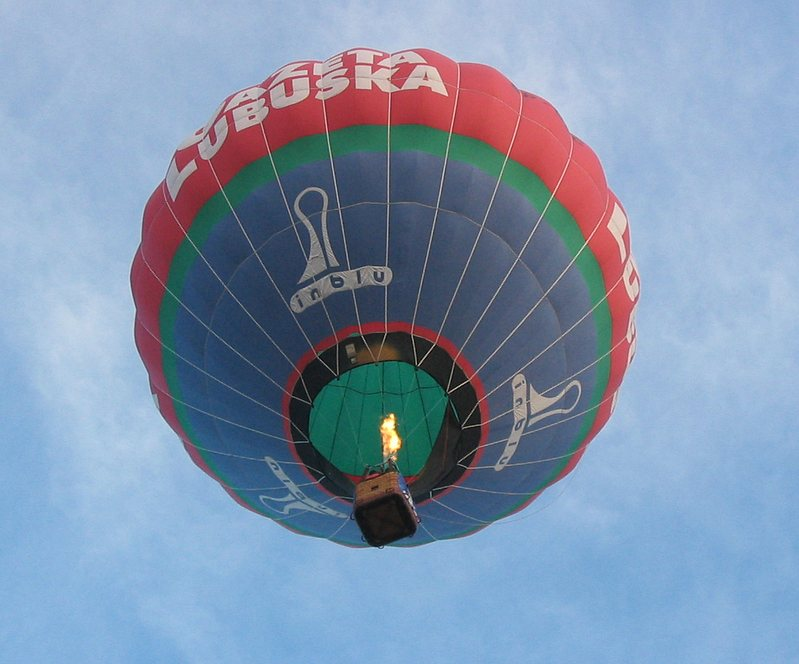
Vista inferior de um balão em ação

- Fly In: Os competidores tentarão voar para um alvo comum, determinado pelo juiz. Aquele que conseguir jogar sua marca o mais próximo do alvo, será o vencedor.
- Fly On (ou continuação de voo): Os competidores vão declarar seu próximo alvo em voo, escrevendo suas coordenadas na marca da prova anterior, e tentarão voar para o seu alvo. Quem conseguir atingir a menor distância do seu alvo declarado, será o vencedor.
- Caça à Raposa: Um balão decola antes dos competidores e faz um percurso aleatório de voo. Após um determinado período de tempo (geralmente entre 10 e 30 minutos, dependendo das condições de vento), os outros balões decolam e procuram seguir o mesmo percurso, em busca do balão raposa. O competidor que conseguir pousar mais próximo do ponto onde o balão raposa aterrissou será o vencedor. Vale lembrar que esta não é uma prova competitiva e é utilizada apenas em festivais ou eventos não competitivos.
- Key Grab (ou Prova da Chave): Um mastro é colocado na área de público do evento e os competidores podem escolher um ponto de decolagem livremente, a uma distância mínima determinada pela organização. Vence o balão que consegue se aproximar em voo do mastro e agarrar a chave  pendurada em sua ponta. Em 1992 o piloto Leonel Brites foi o primeiro brasileiro a conseguir essa façanha[carece de fontes?].
- Alvo declarado pelo juiz: Os balonistas procuram jogar suas marcas (um saquinhos de areia com uma fita com o número de seu balão) bem em cima de um alvo colocado no solo. Quando há mais de um alvo declarado, e o competidor pode escolher o alvo que melhor lhe convier, a prova é chamada de Valsa de Hesitação.
- Cotovelo: Nesta tarefa, o balonista decola, voa para um alvo, atinge-o com a marca e depois, desviando o rumo, voa para um segundo alvo e joga outra marca. Ganha mais pontos o balonista que, nessa mudança de rumo, fizer um ângulo mais apertado.
- Alvo Declarado pelo piloto: Nesta prova o piloto declara um alvo a uma distancia predeterminada pelo Diretor e trata de voar para esse alvo.
- Maxima Distancia: Em uma area pre-determinada o piloto trata de fazer o maior voo possivel
- Minima Distancia: O piloto trata de fazer o menor voo possivel dentro do tempo determinado pelo Diretor de provas.

## Eventos
- Campeonato Mundial de Balonismo
- Festival Internacional de Balonismo de Albuquerque
- Copa Brasil de Balonismo
- Campeonato Brasileiro de Balonismo
- Campeonato Nipo-Brasileiro de Balonismo Maringa
- Campeonato Sul Brasileiro de Balonismo (Maringa e Londrina)

## Onde voar de balão
Entre as principais cidades destacam-se Cappadocia, na Turquia, famosa por seus voos ao amanhecer sobre formações rochosas e vales; Luxor, no Egito, que oferece vistas dos templos antigos e do Vale dos Reis; e Albuquerque, nos Estados Unidos, que abriga o maior festival de balonismo do mundo, o Albuquerque International Balloon Fiesta. No Brasil, a cidade de Praia Grande, em Santa Catarina, tem se consolidado como um dos melhores destinos para a prática, devido à proximidade com os cânions dos Parques Nacionais Aparados da Serra e Serra Geral, proporcionando uma experiência única de sobrevoo por formações geológicas imponentes e paisagens deslumbrantes. A atividade é uma forma de turismo sustentável e está em crescimento, atraindo viajantes que buscam aventura e conexão com a natureza.